# 曹志真
曹志真（1913年7月11日—2012年12月30日），原名曹志深，别名曹子琛，曾用名曹滋琛，山东省曹县城南曹庄人，中华人民共和国政治人物。

## 生平

### 第一次国共内战
幼年在县立小学读书。1928年，考入山东省菏泽第六中学，因和校长吵架被开除学籍。1929年，转入开封嵩阳中学。1930年，考入开封省立高级中学，同年经符元亮介绍，与刘聚奎、王鹤峰、贾鹏飞等加入“青年反帝大同盟”。1931年1月，转学到济南省立高级中学，经富春发、鲁飞达介绍，加入中国共产党。1932年夏，在同年夏，经胡允恭推荐，介绍到青岛宋哥庄小学教书，负责支部工作。

### 抗日战争
1933年，加入吉鸿昌率领的冀察抗日同盟军，在小汤山战役中不敌日军，部队溃散。1934年，任河北津南特委宣传工作干部。1935年被捕入北京第二监狱。1937年8月，经中共地下党营救出狱，调入鲁西北聊城范筑先部政训处工作，负责敌后抗战。1939年，任山东曹县县委书记。1941年5月，出任鲁西南军分区政治部主任。

### 第二次国共内战
1943年，进入延安中央党校二部。1946年，出任晋冀鲁豫中央局城工部组织部长，次年担任豫皖苏区党委城工部副部长、邯郸中共中央局城工部城工科科长。1948年，解放军攻下河南许昌，命曹志真兼任中共河南许昌市委书记兼县委书记。

### 共和国成立后
中华人民共和国成立后，1950年，任河南省委统战部副部长兼组织科科长。1951年，任中南总工会生产部长；1952年，任湖南湘中电业局副局长、局长。1956年，任中央水电部干校（国家电力部干部学校）校长。1959年，因卷入反右斗争，下放广西，任广西水电厅副厅长兼电业局局长。1973年，任广西临桂县医药公司副总经理。文化大革命期间受到冲击和关押。1979年，任广西桂林地区专署副专员。1980年1月，被中共电力工业部党组任命为华北电力学院（后华北电力大学）党委副书记、副院长。
1985年1月离休，2012年12月30日在北京309医院逝世。